# Polydesma landula
Polydesma landula là một loài bướm đêm trong họ Erebidae.